# Cerkiew św. św. Kosmy i Damiana w Banicy
Cerkiew śś. Kosmy i Damiana w Banicy – dawna cerkiew greckokatolicka we wsi Banica.
Włączona do małopolskiego Szlaku Architektury Drewnianej. 
Zbudowana pod koniec XVIII w. na miejscu trzech wcześniejszych cerkwi, z których pierwsza pochodziła z końca XVI w. W 1898 podczas gruntownej przebudowy powiększona została nawa, którą połączono z babińcem. Zmieniono także kształt dachu. W XX w. była kilkukrotnie remontowana. W 1947 przejęta przez kościół rzymskokatolicki. Wezwanie cerkwi nie zostało zmienione.

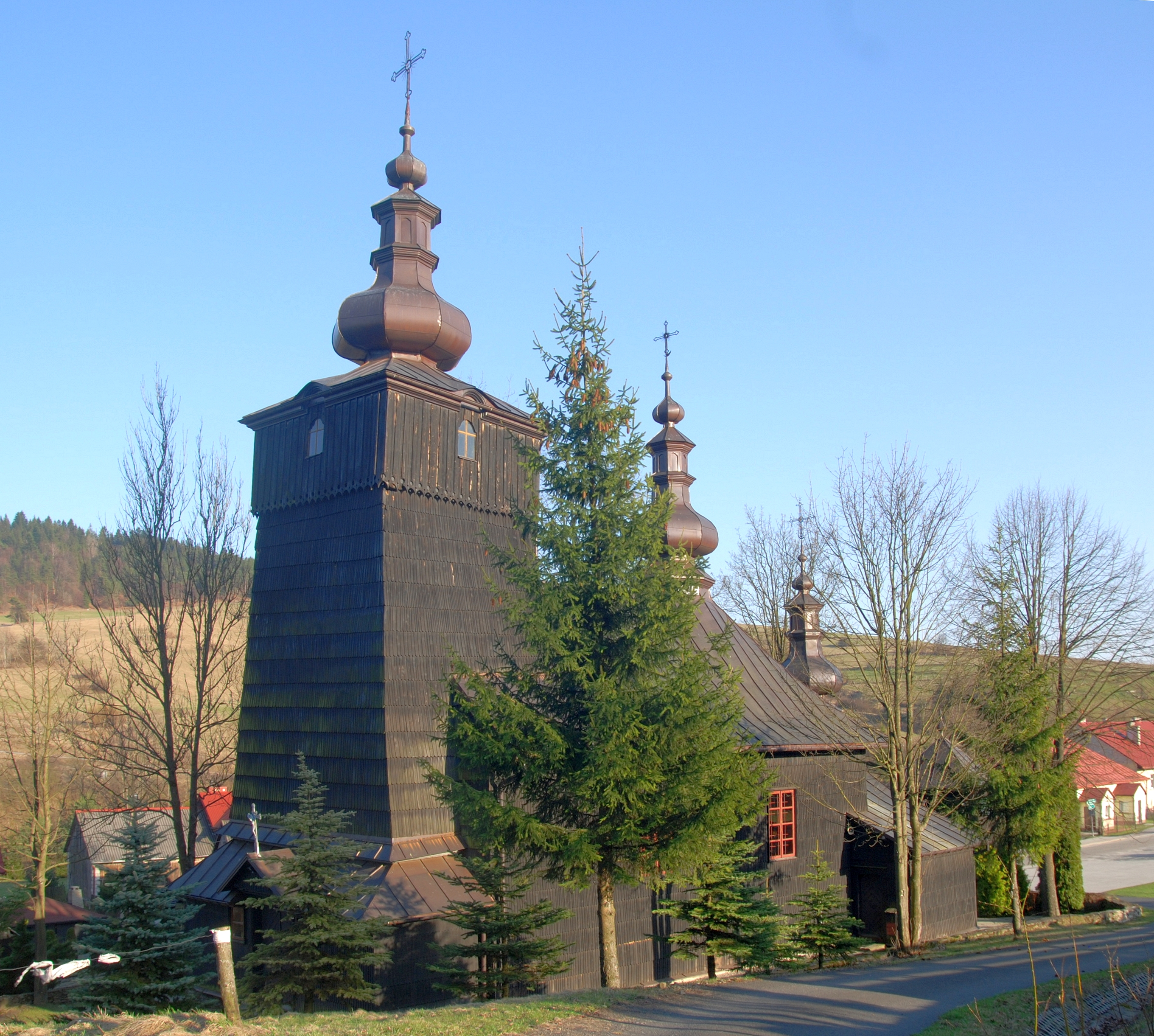
Elewacja frontowa
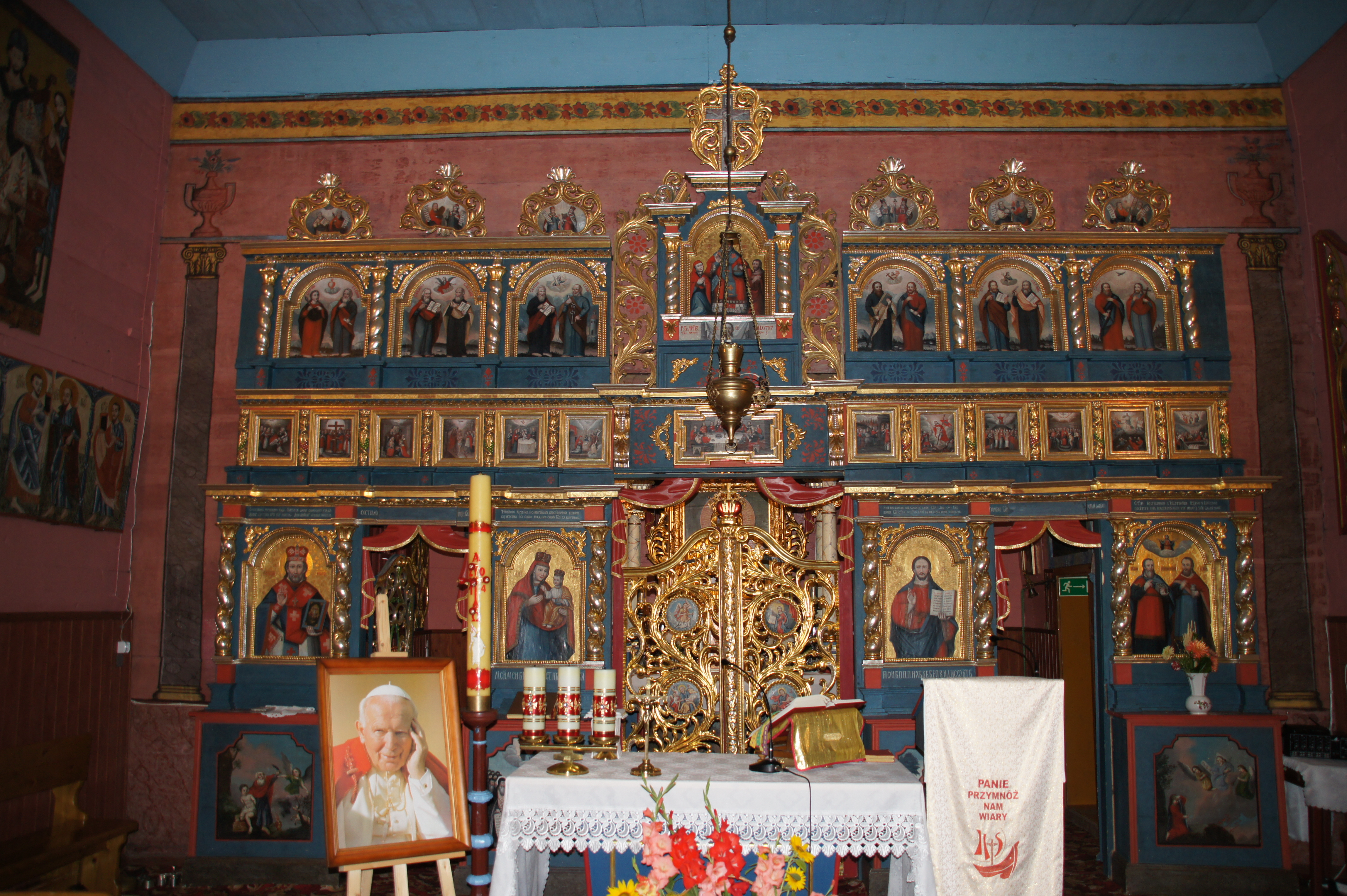
Wnętrze: ikonostas
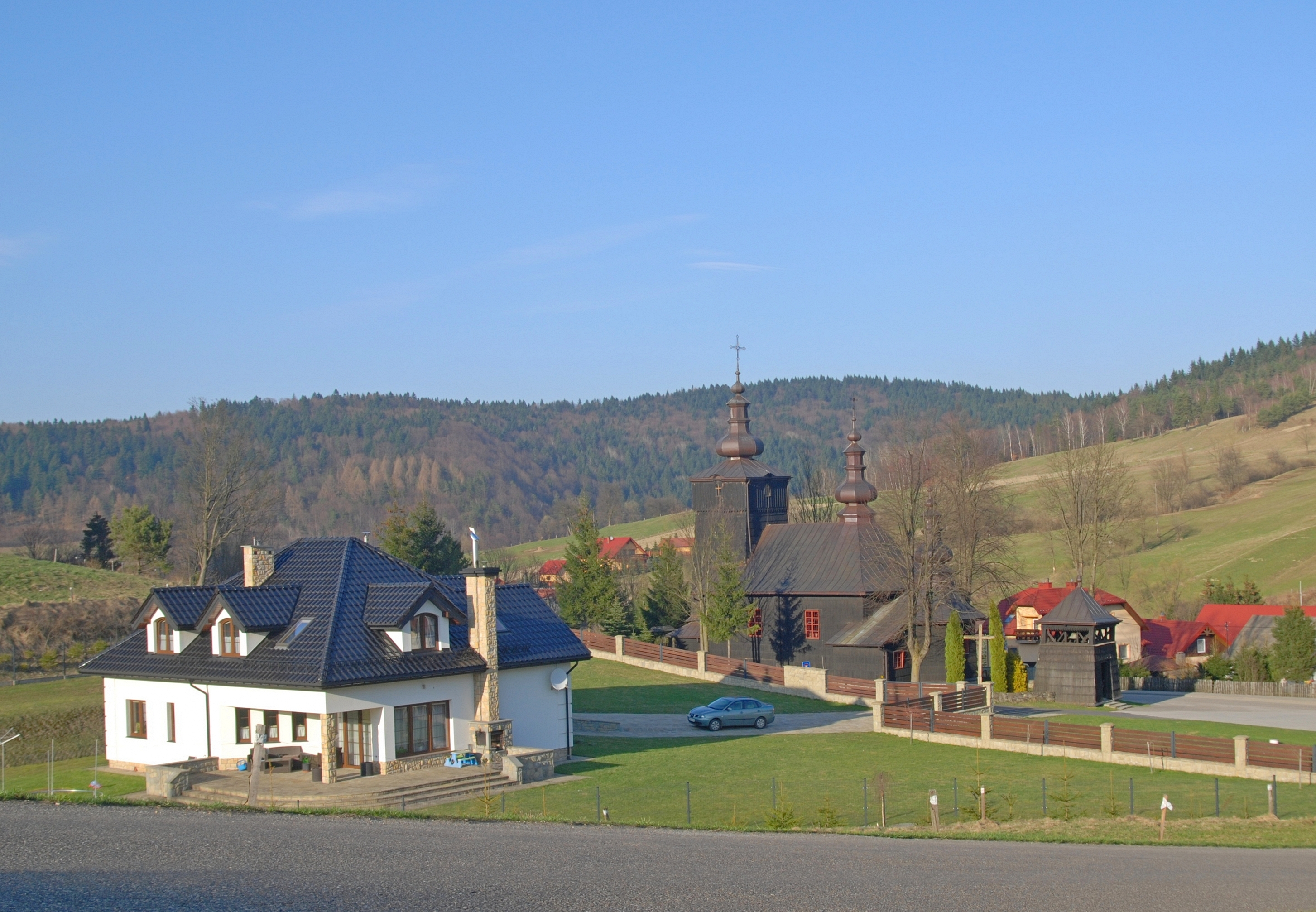
Widok ogólny

Cerkiew o budowie trójdzielnej. W centrum wydłużona nawa połączona z babińcem. Na południu prezbiterium, na północy wieża. Ściany obite gontem, dachy blachą. Wewnątrz pochodzący z 1787 ikonostas. Wśród znajdujących się w cerkwi ikon znajdują się pochodzące z przełomu XVI i XVII w. ikony przedstawiające apostołów oraz Deesis, a także pochodzące z 1702 przedstawienie Michała Archanioła. W nawie znajdują się dwa ołtarze boczne z XIX-wiecznym obrazem Wniebowzięcia Matki Bożej oraz współczesnym Matki Boskiej Częstochowskiej. Antepedium zdobione barokowymi malowidłami.
Teren cerkwi otoczony niskim kamiennym murem z bramą – dzwonnicą. W obrębie muru znajduje się pozostałość po pochodzącej z 1696 chrzcielnicy.